# Przeplatki nad Bystrzycą
Przeplatki nad Bystrzycą este o arie protejată (sit de importanță comunitară — SCI) din Polonia întinsă pe o suprafață de 843,69 ha, integral pe uscat.

## Localizare
Centrul sitului Przeplatki nad Bystrzycą este situat la coordonatele 50°58′39″N 16°45′00″E / 50.9776°N 16.75°E.

## Înființare
Situl Przeplatki nad Bystrzycą a fost declarat sit de importanță comunitară în martie 2007 pentru a proteja 11 specii de animale.

## Biodiversitate
Situată în ecoregiunea continentală, aria protejată conține 8 habitate naturale: Lacuri eutrofice naturale cu vegetație de tip Magnopotamion sau Hydrocharition, Cursuri de apă de la nivel de câmpie la nivel montan, cu vegetație Ranunculion fluitantis și Callitricho-Batrachion, Pajiști cu Molinia pe soluri calcaroase, turboase sau argilos-nămoloase (Molinion caeruleae), Liziere de ierburi înalte hidrofile de câmpie și de nivel montan până la alpin, Fânețe de joasă altitudine (Alopecurus pratensis, Sanguisorba officinalis), Păduri de stejar și carpen Galio-Carpinetum, Păduri aluvionare cu Alnus glutinosa și Fraxinus excelsior (Alno-Padion, Alnion incanae, Salicion albae), Păduri mixte riverane de Quercus robur, Ulmus laevis și Ulmus minor, Fraxinus excelsior sau Fraxinus angustifolia, de-a lungul marilor râuri (Ulmenion minoris).
La baza desemnării sitului se află mai multe specii protejate:
- mamifere (4): liliac cârn (Barbastella barbastellus), castor (Castor fiber), vidră de râu (Lutra lutra), liliac comun (Myotis myotis)
- nevertebrate (5): fluturele flitirar (Euphydryas maturna), Ophiogomphus cecilia, Osmoderma eremita, Phengaris nausithous, Phengaris teleius
- pești (2): țipar (Misgurnus fossilis), boarță (Rhodeus amarus)